# Wolfhager Mühle
Die Wolfhager Mühle war eine Wassermühle an der Jungen Wurm in der Stadt Heinsberg im nordrhein-westfälischen Kreis Heinsberg im Regierungsbezirk Köln.

## Geographie
Die Wolfhager Mühle hatte ihren Standort in der Straße Wolfhager Mühle, im Heinsberger Stadtteil Karken. Das Grundstück, auf dem das Mühlengebäude stand hat eine Höhe von ca. 30 m über NN. Nachbarmühle ist die oberhalb gelegene Karker Mühle.

## Gewässer
Unmittelbar vor der Wolfhager Mühle vereinigt sich der von Westen fließende Schaafbach mit dem von Süden kommenden und aus der Jungen Wurm abgeleiteten Mühlenbach. Im weiteren Verlauf fließt der Bach nach der Überquerung der deutsch-niederländischen Grenze südlich von Vlodrop auf einer Höhe von 29 m über NHN in die Rur.

## Geschichte
In der Nähe der Wolfhager Mühle liegt eine Motte, die zwischen den Jahren 900 und 1100 entstanden sein könnte. Ob die Mühle hierzu eine Beziehung hatte, ist eher eine Vermutung. Bestätigt ist die Erbverpachtung im Jahre 1482 für jährlich 27 Malter Roggen. Die Mühle war wie alle Mühlen Eigentum der Landesherren. 1550 bekam die Mühle ein Ölschlägerei. In den Rechnungsakten von Jülich-Berg steht geschrieben:
Anno 1550 hatt mein gnedigster furst unnd herr Johannen Muller auff der Wolfhagen gnediglich vergunt unnd zugelaßen, daß Er an Ihrer gnaden Korn mullen auff der :Wolfhagen ein new Olichsrhatt hangen möge.
Nach 1800 wurde die konfiszierte Mühle von den Franzosen in Privathand verkauft. Der damalige Pächter Peter Josef Hückelhoven kaufte die Wassermühle und ließ unweit eine Windmühle errichten. 1942 wurde auf das Staurecht verzichtet. Damit war das Ende der Mühle zwar besiegelt, die Mahleinrichtung blieb aber erhalten. Die Laufsteine des Kollergangs zieren heute das ansehnliche landwirtschaftliche Anwesen.

## Denkmaleintrag
Hofanlage mit Mühle, Wolfhager Mühle Dreiflügelige Hofanlage aus der ersten Hälfte des 19. Jahrhunderts, Backstein, Wohnhaus jünger, Mühle besitzt noch komplettes Mahlwerk. Eintrag in die Denkmalliste am 19. Januar 1984.
- Denkmalliste Heinsberg Nr. 35

## Galerie

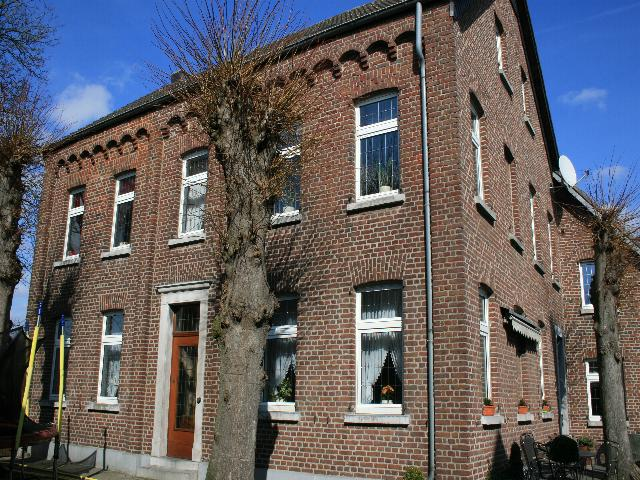
Wohnhaus der Wolfhager Mühle
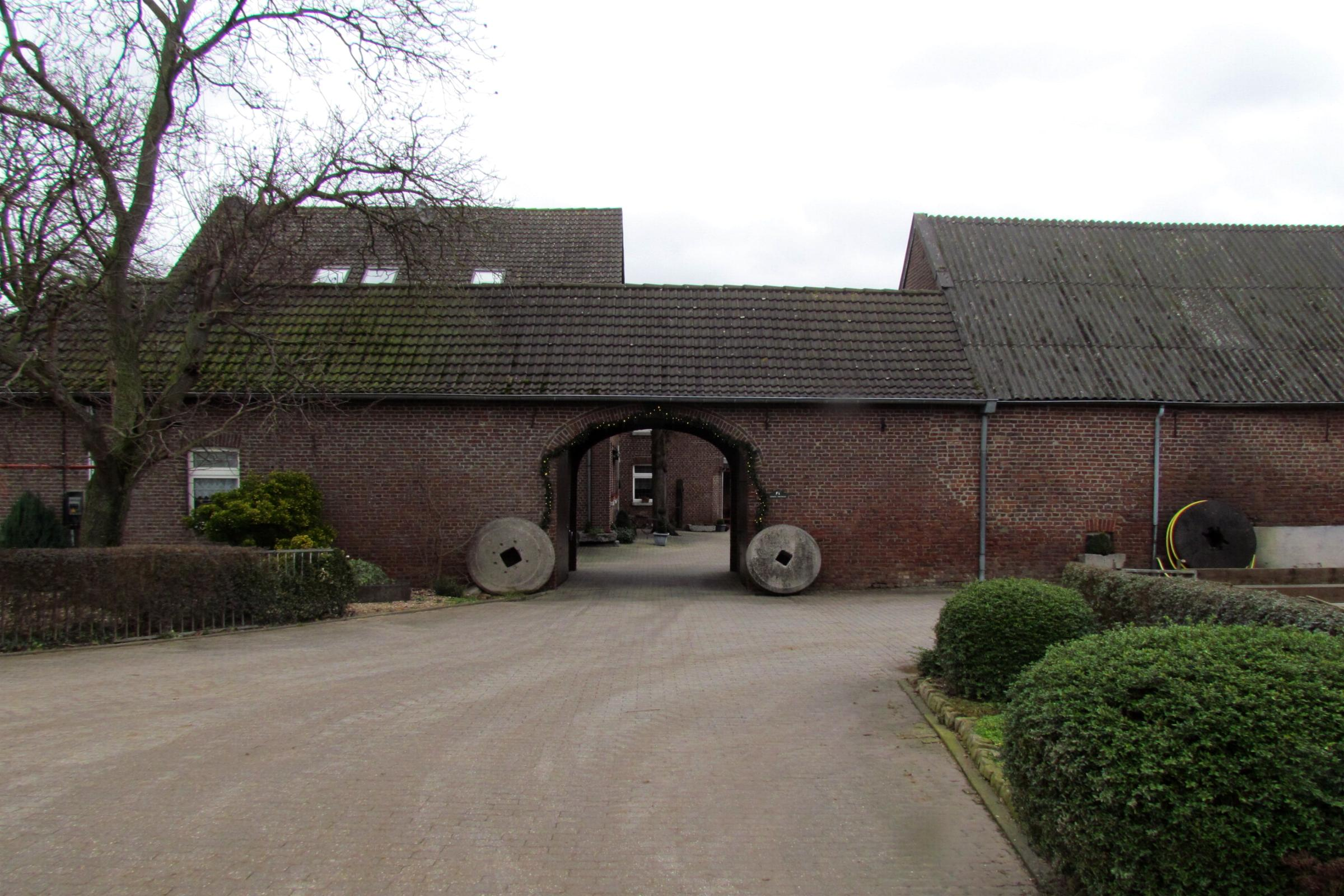
Wirtschaftsteil und Hofeinfahrt der Wolfhager Mühle
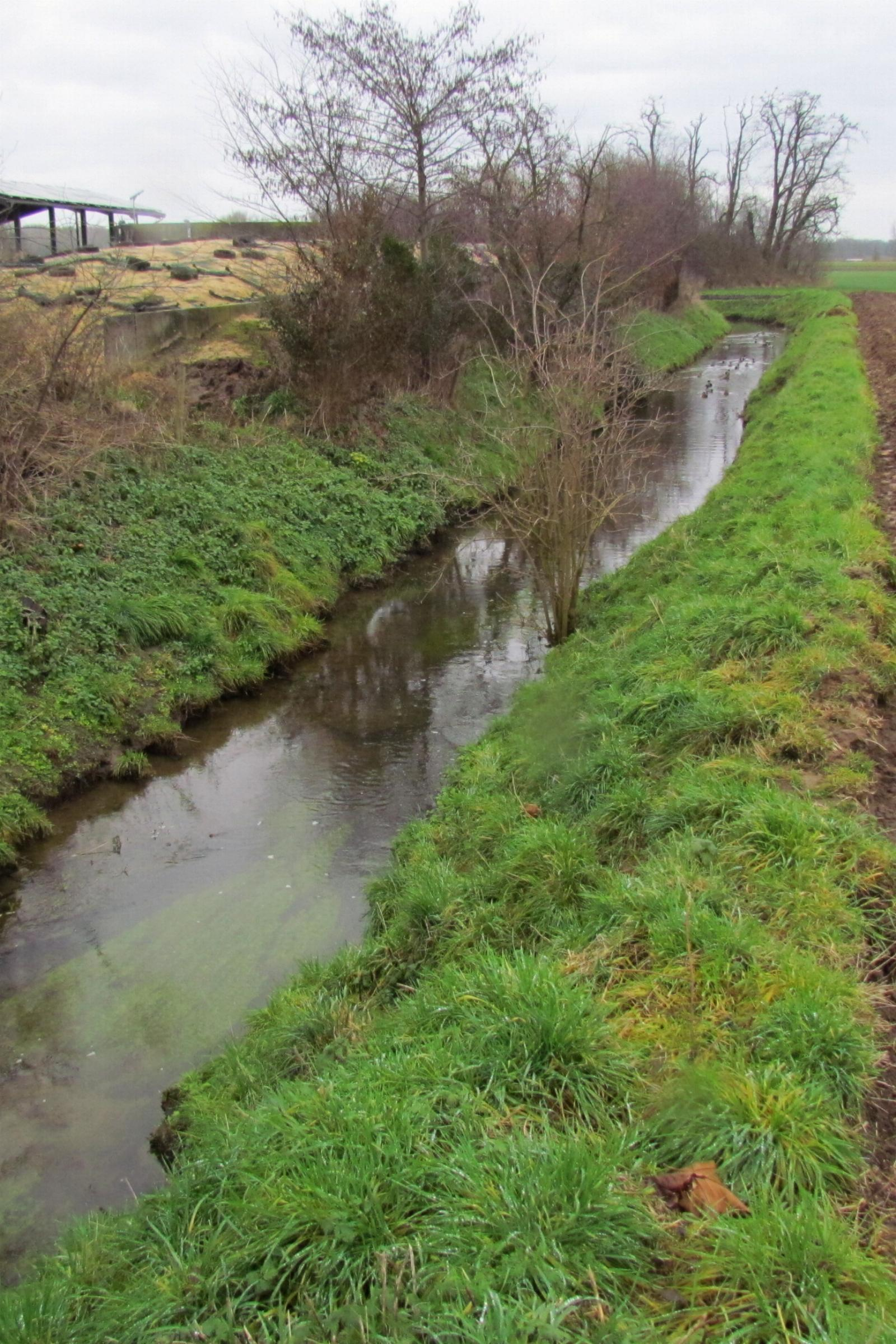
Schaafbach oder Kitschbach an der Wolfhager Mühle
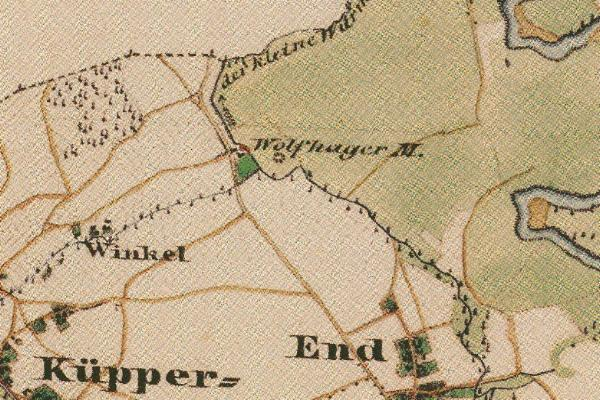
Wolfhager Mühle auf der Uraufnahme von 1843
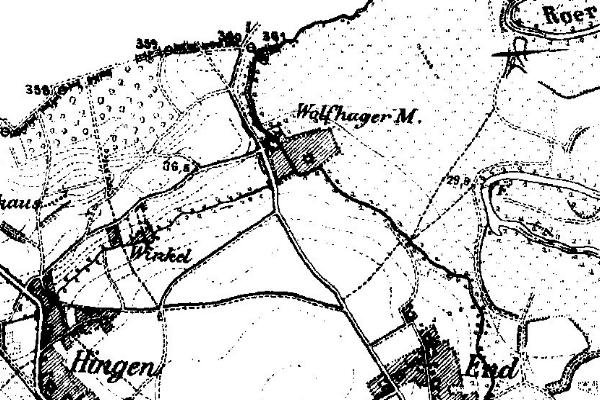
Wolfhager Mühle auf der Neuaufnahme von 1893
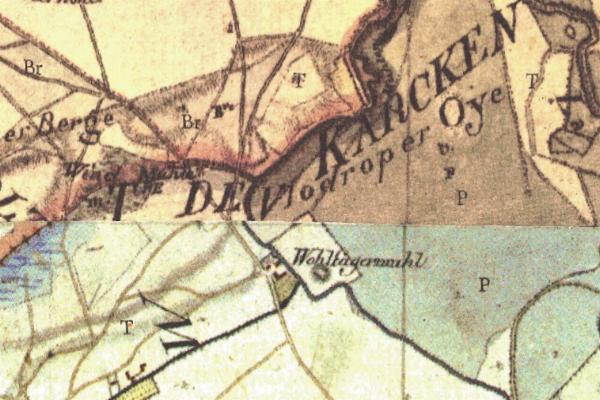
Wolfhager Mühle auf der Tranchotkarte 1806/1807

→ Siehe auch Liste von Mühlen an der Wurm und ihren Zuflüssen